# Michael Shermer
Michael Brant Shermer [májkl šérmer], ameriški novinar, znanstveni publicist  in zgodovinar znanosti, * 8. september 1954, Glendale, Kalifornija, ZDA.
Shermer je ustanovitelj Društva skeptikov, in glavni urednik revije Skeptic , ki se veliko ukvarja s kritično (skeptično)  obravnavo psevdo-znanstvenih in nadnaravnih trditev. Društvo skeptikov je imelo avgusta 2008 več kot 55.000 članov .
Shermer trdi, da je bil nekoč fundamentalistični kristjan, a je opustil vero v Boga v času podiplomskega študija. Po samoopredelitvi je agnostik, brezbožec, ateist ter razlagalec in promotor humanistične  filozofije in znanosti o morali. Ob tem je do takih oznak zadržan in se najraje predstavlja kot skeptik .